# Kojatice
Kojatice és un poble i municipi d'Eslovàquia. Es troba a la regió de Prešov, al nord del país. La primera referència escrita de la vila data del 1248.

## Demografia
| Godina             | 1994 | 2004    | 2014   | 2024   |
| ------------------ | ---- | ------- | ------ | ------ |
| Nombre de persones | 926  | 1021    | 1078   | 1158   |
| Diferència         |      | +10,25% | +5,58% | +7,42% |

| Godina             | 2023 | 2024   |
| ------------------ | ---- | ------ |
| Nombre de persones | 1177 | 1158   |
| Diferència         |      | −1,61% |